# Józef Izbicki

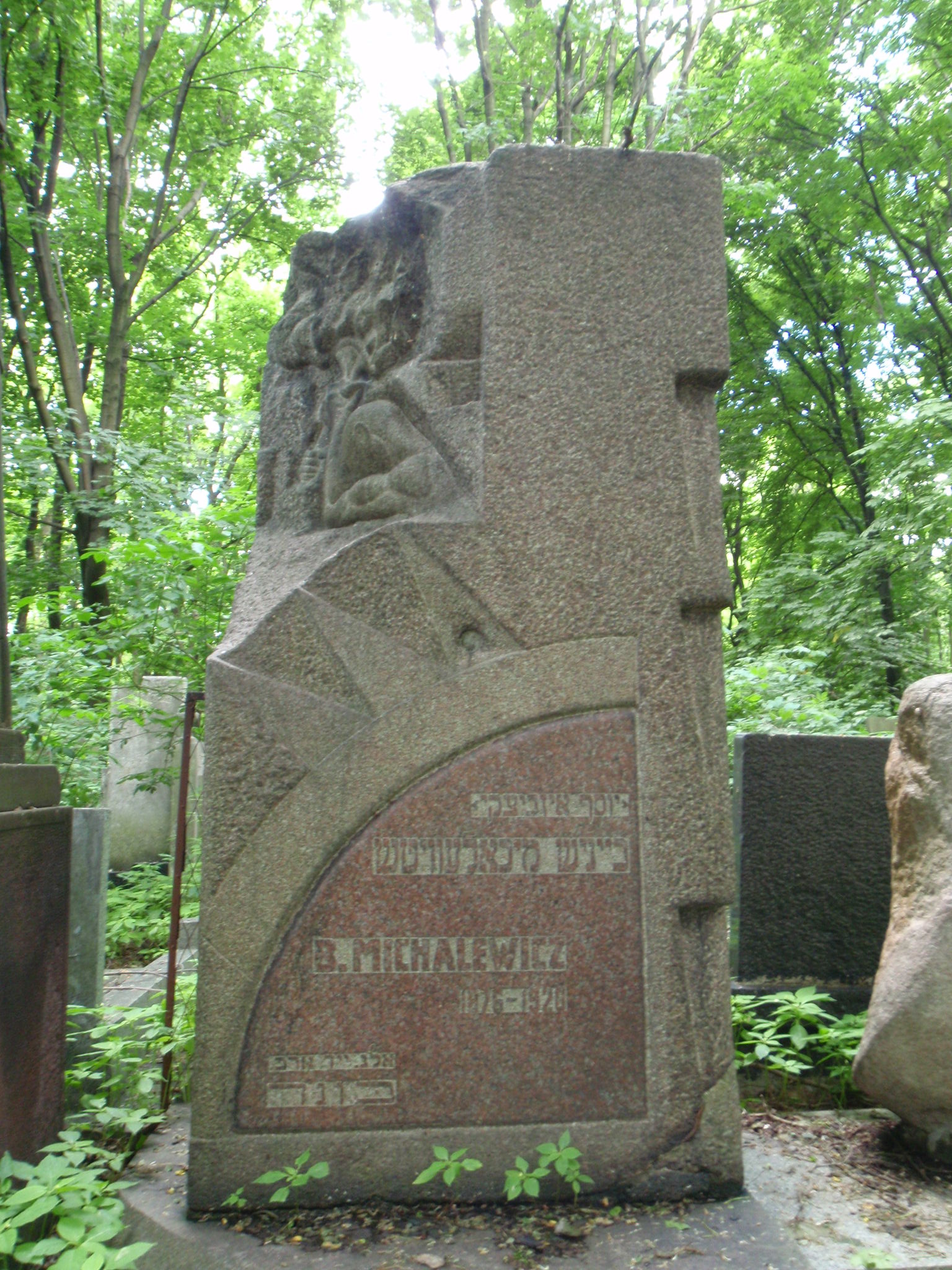
Grób Józefa Izbickiego na cmentarzu żydowskim w Warszawie

Józef Izbicki (jid. יוסף איזביצקי), właściwie Bejnisz Michalewicz (jid. בייניש מיכלאוויטש; ur. 1876 w Brześciu, zm. 1928 w Warszawie) – polski działacz Bundu, pedagog i publicysta żydowskiego pochodzenia.
W młodości otrzymał tradycyjne wykształcenie religijne. W wieku 17 lat wstąpił do żydowskiej organizacji socjalistycznej. W 1897 wstąpił do Bundu. Mając poglądy zbliżone do Henryka Ehrlicha należał do centrowej frakcji ugrupowania. Działał w Białymstoku i Warszawie. Za nielegalną działalność wydawniczą został zesłany do Połtawy, a po powrocie stamtąd za recydywę został zesłany na pięć lat w okolice Archangielska. W 1905 rozpoczął współpracę z legalnymi pismami Bundu. Od 1912 był członkiem Komitetu Centralnego Bundu. Redaktor pism poczytnych wśród robotników żydowskich w Imperium Rosyjskim: Arbejter Sztyme i Cajt. W 1912 ukazały się jego Pamiętniki żydowskiego socjalisty. W trakcie I wojny światowej przebywał w Wilnie.
W okresie międzywojennym był współtwórcą i przewodniczącym Centralnej Organizacji Szkolnictwa Żydowskiego (CISZO). W latach 1925–1926 radny Gminy Żydowskiej w Warszawie. Był publicystą Lebens-Fragen i Fołks-Cajtung. Mieszkał w Otwocku i Warszawie.
Zmarł w Warszawie. Jest pochowany na cmentarzu żydowskim przy ulicy Okopowej (kwatera 31, uliczka 2). Jego nagrobek jest dziełem rzeźbiarza Abrahama Ostrzegi.